# 2682 Soromundi
2682 Soromundi eller 1979 MF4 är en asteroid i huvudbältet som upptäcktes den 25 juni 1979 av de båda amerikanska astronomerna Eleanor F. Helin och Schelte J. Bus vid Siding Spring-observatoriet. Den är uppkallad efter en av Los Angeles underavdelningar till YWCA USA.
Asteroiden har en diameter på ungefär 5 kilometer och den tillhör asteroidgruppen Duponta.